# Antoine Louis Rouillé
Antoine Louis Rouillé, hrabě de Jouy (Antoine Louis Rouillé d'Orfeuil, comte de Jouy, baron de Fontaine-Guérin et Villeraz) (6. nebo 7. června 1689, Paříž – 20. září 1761, Neuilly-sur-Seine) byl francouzský politik 18. století. Od mládí zastával funkce ve veřejné správě, za vlády Ludvíka XV. byl nakonec ministrem námořnictva (1749–1754) a ministrem zahraničí (1754–1757).

## Životopis

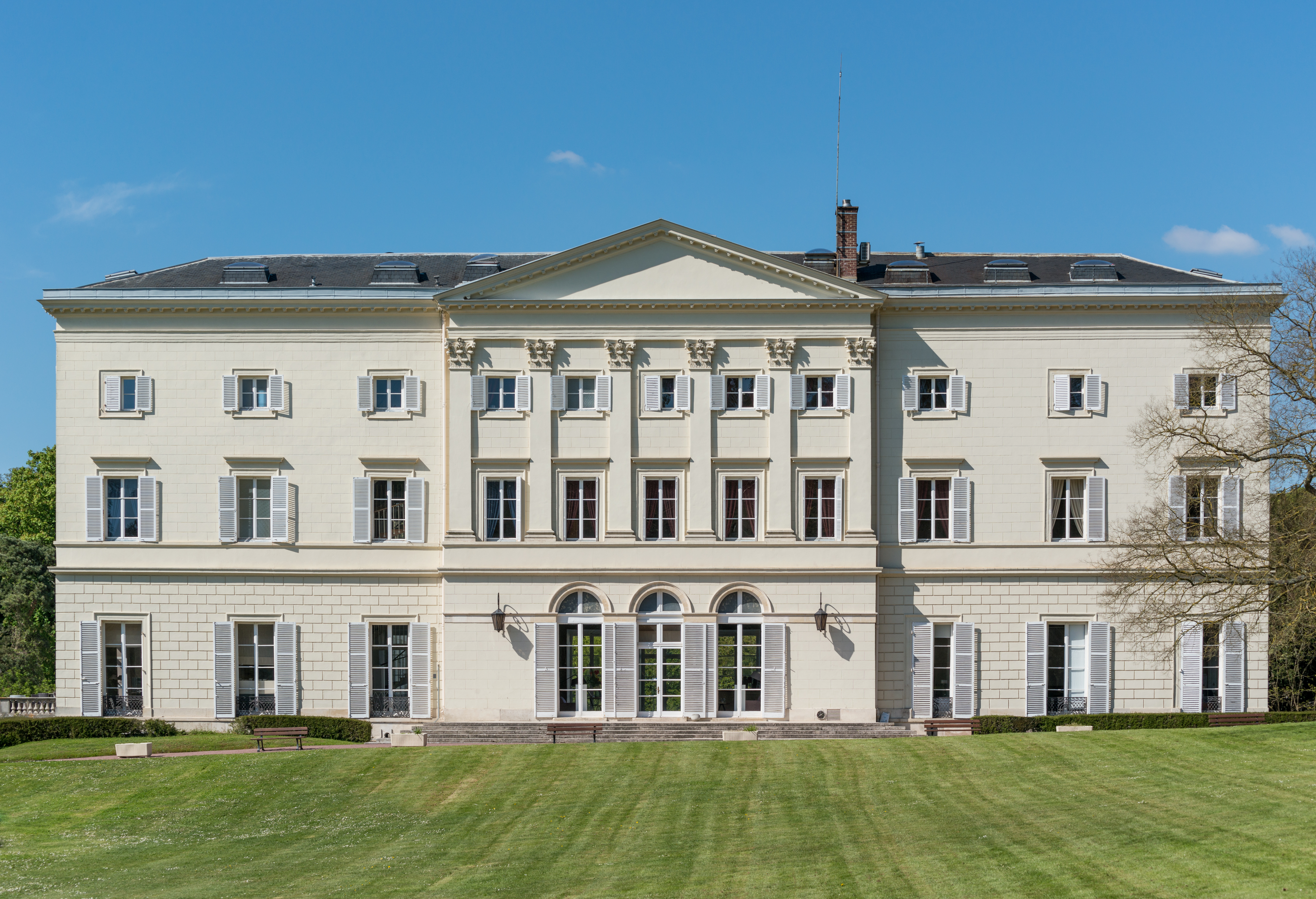
Zámek Jouy-en-Josas, sídlo hraběte de Jouy a místo podpisu Versailleské smlouvy

Pocházel ze šlechtické rodiny, jeho otcem byl Pierre Rouillé (1657–1712), který se jako diplomat osvědčil během války o španělské dědictví. Antoine od mládí zastával různé funkce ve veřejné sféře, od roku 1711 byl radou pařížského parlamentu, od roku 1717 působil jako právník ve státní radě (maître des requêtes). Později byl dlouholetým intendantem obchodu (od 1725) a v roce 1744 se stal generálním komisařem Francouzské Východoindické společnosti, zároveň byl jmenován členem státní rady. V letech 1749–1754 byl ministrem námořnictva. Tuto funkci převzal po hraběti Maurepasovi, který byl v nemilosti odvolán kvůli pamfletům proti markýze de Pompadour. Inicioval četné změny u námořnictva a v roce 1751 obdržel titul státního ministra. V letech 1754–1757 byl pak ministrem zahraničí, zároveň zastával čestnou funkci pokladníka královských řádů. Jako ministr zahraničí byl odpůrcem spojenectví s Rakouskem, nicméně právě na jeho sídle byla podepsána tzv. Versailleská smlouva, která vytvořila alianci s Habsburky pro následující sedmiletou válku. Zdravotní problémy jej později omezovaly ve výkonu funkce, ale odstoupil až na přímý pokyn krále Ludvíka XV. v červnu 1757. Nakonec zastával podružný, ale dobře honorovaný úřad intendanta pošt (1758–1760).
Jeho sídlem byl zámek Jouy-en-Josas poblíž Versailles. Právě zde byla 1. května 1756 podepsána Versailleská smlouva. Za rakouskou stranu byl signatářem hrabě Jiří Adam Starhemberg, za Francii ji podepsal Rouillé a abbé Bernis, který byl poté jeho nástupcem ve funkci ministra zahraničí.
Z manželství s Marií Anne Pallu (1696–1774) se narodila jediná dcera Anne Catherine (1730–1812). Jejím manželem se stal příslušník staré šlechty Anne François d'Harcourt, vévoda de Beuvron (1727–1797), pozdější generálporučík královské armády.